# Anaïs Demoustier
Anaïs Demoustier es una actriz francesa nacida en 1987 y que ha aparecido en numerosas películas desde el año 2000; ha trabajado junto a otros actores como Audrey Tautou y participado en proyectos como Alas de Libertad.

## Filmografía Destacada
| Año  | Título                          | Papel                 | Notas    | Ref.  |
| ---- | ------------------------------- | --------------------- | -------- | ----- |
| 2003 | El tiempo del lobo              | Eva                   |          |       |
| 2011 | Las nieves del Kilimanjaro      | Flo                   |          |       |
| 2012 | Thérèse Desqueyroux             | Anne de la Trave      |          |       |
| 2014 | Alas de Libertad                | Audrey Camuzet        |          |       |
| 2014 | Una nueva amiga                 | Claire                |          |       |
| 2015 | All About Them                  | Mélodie               |          |       |
| 2015 | Marguerite & Julien             | Marguerite de Ravalet |          |       |
| 2015 | Démons                          | Jenna                 | Telefilm |       |
| 2016 | Sophie's Misfortunes            | Madame de Fleurville  |          |       |
| 2016 | The Girl Without Hands          | The Young Girl        | Voz      |       |
| 2017 | Demain et tous les autres jours |                       |          |       |
| 2017 | Jalouse                         | Mélanie Pick          |          |       |
| 2017 | La Villa                        | Bérangère             |          |       |
| 2017 | Cornelius, le meunier hurlant   |                       |          |       |
| 2018 | Sauver ou périr                 |                       |          |       |
| 2018 | Au poste !                      | Fiona                 |          |       |
| 2019 | Los consejos de Alice           | Alice Heimann         |          |       |
| 2022 | Coma                            | Ashley                | Voz      |       |
| 2023 | Fumer fait tousser              | Nicotine              |          |       |
| 2024 | El conde de Montecristo         | Mercédès de Morcerf   |          | [ 4 ] |